# Cristina Ancuța Pocora
Cristina Ancuța Pocora (n. 5 aprilie 1979) este un politician român, fost deputat în Parlamentul României în legislaturile 2008-2012 și 2012-2016 din partea PNL Ialomița.

### Mărirea alocațiilor - 2015
A reușit mărirea alocațiilor în 2015 cu 100% de la 42 lei la 84 lei, aceasta fiind ultima mărire de alocație până la 1 mai 2019. 

### 1 Iunie, zi liberă
În același timp cu mărirea alocațiilor, tot în cadrul aceluiași proiect de lege inițiat de Cristiana Pocora-Ancuța, Ziua Copilului (1 iunie) a fost decretată zi liberă.